# Дерек Вільям Дік
Фіш (англ. Fish, справжнє ім'я Дерек Вільям Дік англ. Derek William Dick, нар. 25 квітня 1958) — шотландський співак, поет та актор. Відомий як засновник, вокаліст і поет прогресивного рок-гурту «Marillion», а також успішною сольною кар"єрою.

## Біографія
В 25 років Дерек став лідером групи «Марілліон». Вражаюча схожість музики «Марілліон» з манерою ранніх «Genesis», практично ідентичні голоси Пітера Гебріела і Фіша породили багато пліток на зразок: «Марілліон» — ні що інше, як «ширма» для тих, хто відчуває ностальгію за минулим музикантів «Дженесіз»; чи те, що Фіш страждає на роздвоєння особистості та ототожнює себе з Габріелом. Проте при уважному прослуховуванні можна помітити глибший смуток і песимізм музики та текстів, ніж у «Дженесіз».
Гурт випустив 4 оригінальних студійних альбоми, після чого, в листопаді 1988 року, Фіш вирішив покинути цей колектив і піти у вільне музичне плавання.
В 1989 році Фіш разом з Міккі Сіммондсом, Яніком Герсом і Джоном Гібліном, записує дебютний сольний альбом «Vigil in a Wilderness of Mirrors». Альбом по праву вважається одним з найкращих в дискографії Фіша. Частина матеріалу до нього була написана Дереком ще в складі «Марілліон», але помітно, що Фіш змінив тексти на більш легкоперетравлюваними. Музичне оформлення ще більше змінилось. З цього приводу він стверджує, що в створенні композицій дає свободу своїм музикантам, бо це робить музику «свіжішою» у звучанні.
В 1991 році виходить у світ новий студійний лонгплей під назвою «Internal Exile». Цей альбом був наповнений дуже теплими тонами. Свої відбитки тут залишили і особисте життя співака, і його бачення простих людських відносин. Музично альбом був оформлений з використанням кельтських мотивів, але дійсно різкі рок-композиції були і тут. В рік виходу альбому у Дерека народжується донька, якій він і присвячує цей альбом. Диск містить заголовну композицію «Internal Exile», яка була написана для дебютного альбому ще в 1989 році, але в нього не ввійшла, кавер старого хіта 1969 року «Something in the Air», а також дуже яскравий хіт «Just Good Friends», заспівану разом з Сем Браун.
На початку 1993 року видається третя студійна робота Фіша «Songs From The Mirror», яка вже повністю складається з кавер-версій композицій різних музикантів, музику яких він слухав у дитинстві. Серед них «Дженесіз» («I Know What I Like»), Девід Боуі («Five Years») та інші не менш відомі хіти. Дерек давно мріяв записати альбом, який складається з каверів. Ця ідея виникла у нього ще у складі «Marillion», але була відкинута іншими учасниками.
На жаль, більшість пісень альбому «Songs From The Mirror» переграні не дуже цікаво і просто в'яло Причина в тому, що цей альбом було випущено для завершення контракту з фірмою «Polydor», яка сильно тиснула на співака.
Тому в 1993 році музикант засновує власний лейбл під назвою «Dick Brothers Record Company». А в 1994 році виходить новий альбом «Suits». У певному сенсі альбом передавав гіркоту проблем, з якими зіштовхнувся Фіш на початку 90-х, в період становлення власної сольної кар'єри. В музичному плані альбом дуже м"який за звучанням, в ньому переважають акустичні інструменти і «клавіші». Відкриває платівку дуже енергійна пісня «Mr 1470», яка поступається місцем меланхолічній композиції «Lady Let It Lie».
Наступний етап творчого шляху Фіша пов'язаний з важливою подією — зустріччю з Стівеном Вілсоном, тепер широко відомого за проектом «Porcupine Tree». За словами Фіша, Стів розповів йому, що першою важливою музичною подією для нього було відвідування концерту гурту «Marillion», коли йому, Стіву, було 12 років.
Плід спільної праці — новий альбом під назвою «Sunsets On Empire» — вийшов в 1997 році. Стилістика кожного студійного альбому Фіша багато в чому залежить від музикантів, тому альбом «Sunsets…» був повністю побудований навколо гітари Вілсона. Відповідно, він вийшов більш жорстким і роковим, як в плані звучання, так і в текстах. Такі речі, як «Goldfish & Clowns» і «What Colour is God?», дуже відрізняються від тих, що Фіш створював раніше.

## Дискографія

### Студійні альбоми
- 1990 — Vigil In A Wilderness Of Mirrors
- 1991 — Internal Exile
- 1993 — Songs From The Mirror
- 1994 — Suits
- 1997 — Sunsets On Empire
- 1999 — Raingods With Zippos
- 2001 — Fellini Days
- 2003 — Field Of Crows
- 2007 — 13th Star
- 2013 — A Feast of Consequences

### Збірки і концертні записи
- 1991 — The Complete BBC Sessions
- 1993 — For Whom The Bells Toll
- 1994 — Acoustic Session
- 1994 — Sushi
- 1995 — Yang
- 1995 — Yin
- 1998 — Tales From The Big Bus
- 2001 — Sashimi
- 2002 — Fellini Nights
- 2005 — Bouillabaisse
- 2006 — Return To Childhood
- 2007 — Communion